# Belait jezik
Belait jezik (balait jati, lemeting, meting; ISO 639-3: beg), malajsko-polinezijski jezik Sjevernobornejske skupine, kojim govori 1 000 pripadnika plemena Belait u Bruneju i nešto na području Malezije (Sarawak).
S još četiri jezika čine podskupinu donjobaramskih jezika, to su kiput [kyi], lelak [llk], narom [nrm] i Tutong [ttg], prije nazivan tutong 2.

## Vanjske poveznice
- Ethnologue (14th)
- Ethnologue (15th)